# الدرشات
latitudeالدرشاتlongitudeالدرشات
الدرشات (به انگلیسی: Aldershot) شهری در کشور انگلستان است که این کشور خود بخشی از بریتانیا محسوب می‌شود. این شهر در سال ۱۹۹۱ میلادی ۵۱٫۳۵۶ نفر جمعیت داشته و در سرشماری سال ۲۰۰۱ جمعیت آن به ۵۸٫۱۷۰ نفر رسیده‌است. میزان رشد سالانهٔ جمعیت الدرشات ‎-۰٫۱۵ درصد می‌باشد و جمعیت این شهر در سال ۲۰۱۲ به ۵۷٫۲۳۳ نفر کاهش یافت.